# 瑟姆薩爾納河
54°07′38″N 20°34′59″E / 54.127244°N 20.583023°E
瑟姆薩爾納河是波蘭的河流，位於該國東北部，處於瓦爾米亞-馬祖里省，屬於維納河的右支流，河道全長39公里，河口處在瓦爾米亞地區利茲巴克。